# Topolovățu Mare
Topolovățu Mare là một xã thuộc hạt Timiș, România. Dân số thời điểm năm 2002 là 2973 người.